# Кашкарово (Міякинський район)
Кашка́рово (рос. Кашкарово, башк. Ҡашҡар) — присілок у складі Міякинського району Башкортостану, Росія. Входить до складу Міякібашевської сільської ради.
Населення — 58 осіб (2010; 86 в 2002).
Національний склад:
- чуваші — 91%